# Theuma longipes
Espèce
Theuma longipes est une espèce d'araignées aranéomorphes de la famille des Prodidomidae.

## Distribution
Cette espèce est endémique de Namibie. Elle se rencontre vers Warmbad, Okorosave et Kaoko Otavi,.

## Description
Le mâle holotype mesure 6,4 mm.
La femelle décrite par Lawrence en 1928 mesure 8,5 mm.

## Systématique et taxinomie
Cette espèce a été décrite par Lawrence en 1927.

## Publication originale
- Lawrence, 1927 : « Contributions to a knowledge of the fauna of South-West Africa V. Arachnida. » Annals of the South African Museum, vol. 25, no 1, p. 1-75 (texte intégral).